# Liste der Nummer-eins-Hits in der Schweiz (2015)
Dies ist eine Liste der Nummer-eins-Hits in der Schweiz im Jahr 2015. Sie basiert auf den Top 75 Singles und Top 100 Alben der offiziellen Schweizer Hitparade. Die Singlecharts werden jeweils am Sonntag nach Ende der Verkaufswoche veröffentlicht. Die Albumcharts tragen dasselbe Charteintrittsdatum, sie werden aber erst am Mittwoch darauf bekanntgegeben.

## Singles
| ← 2014 ← | Liste der Nummer-eins-Hits in der Schweiz | Liste der Nummer-eins-Hits in der Schweiz | Liste der Nummer-eins-Hits in der Schweiz                                                                       | 2016 → |
| \| Zeitraum \| Wo. ges. \| Interpret \| Titel Autor(en) \| Zusätzliche Informationen \| \| (Zeitraum, Wochen auf Platz eins, Interpret, Titel, Autor[en], zusätzliche Informationen) \| \| \| \| \| \| ----------------------------------------------------------------------------------------- \| -------- \| ---------------------------------- \| --------------------------------------------------------------------------------------------------------------- \| ------------------------------------------------------------------------------------------------------------------------------------------------------------------------------------------------------------ \| \| 30. November 2014 – 3. Januar 2015 5 Wochen \| 5 \| Migros-Ensemble \| Ensemble Georg Schlunegger \| – \| \| 4. Januar 2015 – 14. Februar 2015 6 Wochen \| 6 \| Hozier \| Take Me to Church Andrew Hozier-Byrne \| – \| \| 15. Februar 2015 – 21. März 2015 5 Wochen \| 5 \| Ellie Goulding \| Love Me like You Do Max Martin, Savan Kotecha, Ali Payami, Tove Nilsson, Ilya Salmanzadeh \| Der Song aus dem Erotikfilm Fifty Shades of Grey schlug, genauso wie der Film selber, hohe Wellen und wurde auch in der Schweiz ein Nummer-eins-Hit. \| \| 22. März 2015 – 4. April 2015 2 Wochen \| 2 \| Omi \| Cheerleader (Felix Jaehn Remix) Omar Samuel Pasley, Clifton Dillon, Mark Bradford, Ryan Dillon, Sly Dunbar \| – \| \| 5. April 2015 – 11. April 2015 1 Woche \| 1 \| Lost Frequencies \| Are You with Me Tommy Lee James, Shane McAnally, Terry McBride \| – \| \| 12. April 2015 – 23. Mai 2015 6 Wochen \| 6 \| Wiz Khalifa feat. Charlie Puth \| See You Again Justin Franks, Cameron Thomaz, Andrew Cedar, Charles Puth \| Der zweite Filmsong an der Spitze der Schweizer Hitparade innerhalb eines Jahres, diesmal aus Fast & Furious 7. \| \| 24. Mai 2015 – 30. Mai 2015 1 Woche (insgesamt 5) \| 5 \| Major Lazer & DJ Snake feat. Mø \| Lean On Thomas Wesley Pentz, Karen Marie Ørsted, William Grigahcine, Philip Meckseper \| – \| \| 31. Mai 2015 – 6. Juni 2015 1 Woche \| 1 \| Måns Zelmerlöw \| Heroes Anton Malmberg Hård af Segerstad, Joy Deb, Linnea Deb \| Der Siegertitel des Eurovision Song Contest 2015 erreichte auf Anhieb Platz eins der Schweizer Hitparade. Auch andere Beiträge konnten sich (erneut) in den Charts platzieren. \| \| 7. Juni 2015 – 27. Juni 2015 3 Wochen (insgesamt 5) \| 5 \| Major Lazer & DJ Snake feat. Mø \| Lean On Thomas Wesley Pentz, Karen Marie Ørsted, William Grigahcine, Philip Meckseper \| – \| \| 28. Juni 2015 – 4. Juli 2015 1 Woche (insgesamt 2) \| 2 \| Feder feat. Lyse \| Goodbye Anne-Lyse Blanc, Hadrien Federiconi \| – \| \| 5. Juli 2015 – 11. Juli 2015 1 Woche (insgesamt 5) \| 5 \| Major Lazer & DJ Snake feat. Mø \| Lean On Thomas Wesley Pentz, Karen Marie Ørsted, William Grigahcine, Philip Meckseper \| – \| \| 12. Juli 2015 – 18. Juli 2015 1 Woche (insgesamt 2) \| 2 \| Feder feat. Lyse \| Goodbye Anne-Lyse Blanc, Hadrien Federiconi \| – \| \| 19. Juli 2015 – 25. Juli 2015 1 Woche \| 1 \| Álvaro Soler \| El mismo sol Simon Triebel, Ali Zuckowski, Álvaro Tauchert Soler \| Der Deutschspanier war zuerst in Italien erfolgreich und erreichte dort ebenfalls Platz eins. \| \| 26. Juli 2015 – 15. August 2015 3 Wochen (insgesamt 4) \| 4 \| Nicky Jam & Enrique Iglesias \| El perdón Nick Rivera Caminero \| – \| \| 16. August 2015 – 5. September 2015 3 Wochen (insgesamt 9) \| 9 \| Sido feat. Andreas Bourani \| Astronaut Musik: FNSHRS.; Text: Andreas Bourani, Simon Müller-Lerch, Paul Würdig[1] \| – \| \| 6. September 2015 – 12. September 2015 1 Woche (insgesamt 4) \| 4 \| Nicky Jam & Enrique Iglesias \| El perdón Nick Rivera Caminero \| – \| \| 13. September 2015 – 17. Oktober 2015 5 Wochen (insgesamt 9) \| 9 \| Sido feat. Andreas Bourani \| Astronaut Musik: FNSHRS.; Text: Andreas Bourani, Simon Müller-Lerch, Paul Würdig \| – \| \| 18. Oktober 2015 – 24. Oktober 2015 1 Woche \| 1 \| Robin Schulz feat. Francesco Yates \| Sugar Frank Bautista, Dennis Bierbrodt, Ronald Bryant, Jürgen Dohr, Guido Kramer, Robin Schulz, Francesco Yates \| – \| \| 25. Oktober 2015 – 31. Oktober 2015 1 Woche (insgesamt 9) \| 9 \| Sido feat. Andreas Bourani \| Astronaut Musik: FNSHRS.; Text: Andreas Bourani, Simon Müller-Lerch, Paul Würdig \| – \| \| 1. November 2015 – 30. Januar 2016 13 Wochen \| 13 \| Adele \| Hello Greg Kurstin, Adele Adkins \| Mit der ersten Auskopplung aus ihrem dritten Studioalbum 25 erreicht die britische Sängerin ihren vierten Nummer-eins-Hit in der Schweizer Hitparade nach Rolling in the Deep, Someone like You und Skyfall. \| |                                           |                                           | | |
| ← 2014 |                                           |                                           | | → 2016 → |
| Zeitraum | Wo. ges.                                  | Interpret                                 | Titel Autor(en)                                                                                                 | Zusätzliche Informationen |
| (Zeitraum, Wochen auf Platz eins, Interpret, Titel, Autor[en], zusätzliche Informationen) |                                           |                                           | | |
| 30. November 2014 – 3. Januar 2015 5 Wochen | 5                                         | Migros-Ensemble                           | Ensemble Georg Schlunegger                                                                                      | – |
| 4. Januar 2015 – 14. Februar 2015 6 Wochen | 6                                         | Hozier                                    | Take Me to Church Andrew Hozier-Byrne                                                                           | – |
| 15. Februar 2015 – 21. März 2015 5 Wochen | 5                                         | Ellie Goulding                            | Love Me like You Do Max Martin, Savan Kotecha, Ali Payami, Tove Nilsson, Ilya Salmanzadeh                       | Der Song aus dem Erotikfilm Fifty Shades of Grey schlug, genauso wie der Film selber, hohe Wellen und wurde auch in der Schweiz ein Nummer-eins-Hit.                                                         |
| 22. März 2015 – 4. April 2015 2 Wochen | 2                                         | Omi                                       | Cheerleader (Felix Jaehn Remix) Omar Samuel Pasley, Clifton Dillon, Mark Bradford, Ryan Dillon, Sly Dunbar      | – |
| 5. April 2015 – 11. April 2015 1 Woche | 1                                         | Lost Frequencies                          | Are You with Me Tommy Lee James, Shane McAnally, Terry McBride                                                  | – |
| 12. April 2015 – 23. Mai 2015 6 Wochen | 6                                         | Wiz Khalifa feat. Charlie Puth            | See You Again Justin Franks, Cameron Thomaz, Andrew Cedar, Charles Puth                                         | Der zweite Filmsong an der Spitze der Schweizer Hitparade innerhalb eines Jahres, diesmal aus Fast & Furious 7.                                                                                              |
| 24. Mai 2015 – 30. Mai 2015 1 Woche (insgesamt 5) | 5                                         | Major Lazer & DJ Snake feat. Mø           | Lean On Thomas Wesley Pentz, Karen Marie Ørsted, William Grigahcine, Philip Meckseper                           | – |
| 31. Mai 2015 – 6. Juni 2015 1 Woche | 1                                         | Måns Zelmerlöw                            | Heroes Anton Malmberg Hård af Segerstad, Joy Deb, Linnea Deb                                                    | Der Siegertitel des Eurovision Song Contest 2015 erreichte auf Anhieb Platz eins der Schweizer Hitparade. Auch andere Beiträge konnten sich (erneut) in den Charts platzieren.                               |
| 7. Juni 2015 – 27. Juni 2015 3 Wochen (insgesamt 5) | 5                                         | Major Lazer & DJ Snake feat. Mø           | Lean On Thomas Wesley Pentz, Karen Marie Ørsted, William Grigahcine, Philip Meckseper                           | – |
| 28. Juni 2015 – 4. Juli 2015 1 Woche (insgesamt 2) | 2                                         | Feder feat. Lyse                          | Goodbye Anne-Lyse Blanc, Hadrien Federiconi                                                                     | – |
| 5. Juli 2015 – 11. Juli 2015 1 Woche (insgesamt 5) | 5                                         | Major Lazer & DJ Snake feat. Mø           | Lean On Thomas Wesley Pentz, Karen Marie Ørsted, William Grigahcine, Philip Meckseper                           | – |
| 12. Juli 2015 – 18. Juli 2015 1 Woche (insgesamt 2) | 2                                         | Feder feat. Lyse                          | Goodbye Anne-Lyse Blanc, Hadrien Federiconi                                                                     | – |
| 19. Juli 2015 – 25. Juli 2015 1 Woche | 1                                         | Álvaro Soler                              | El mismo sol Simon Triebel, Ali Zuckowski, Álvaro Tauchert Soler                                                | Der Deutschspanier war zuerst in Italien erfolgreich und erreichte dort ebenfalls Platz eins. |
| 26. Juli 2015 – 15. August 2015 3 Wochen (insgesamt 4) | 4                                         | Nicky Jam & Enrique Iglesias              | El perdón Nick Rivera Caminero                                                                                  | – |
| 16. August 2015 – 5. September 2015 3 Wochen (insgesamt 9) | 9                                         | Sido feat. Andreas Bourani                | Astronaut Musik: FNSHRS.; Text: Andreas Bourani, Simon Müller-Lerch, Paul Würdig                                | – |
| 6. September 2015 – 12. September 2015 1 Woche (insgesamt 4) | 4                                         | Nicky Jam & Enrique Iglesias              | El perdón Nick Rivera Caminero                                                                                  | – |
| 13. September 2015 – 17. Oktober 2015 5 Wochen (insgesamt 9) | 9                                         | Sido feat. Andreas Bourani                | Astronaut Musik: FNSHRS.; Text: Andreas Bourani, Simon Müller-Lerch, Paul Würdig                                | – |
| 18. Oktober 2015 – 24. Oktober 2015 1 Woche | 1                                         | Robin Schulz feat. Francesco Yates        | Sugar Frank Bautista, Dennis Bierbrodt, Ronald Bryant, Jürgen Dohr, Guido Kramer, Robin Schulz, Francesco Yates | – |
| 25. Oktober 2015 – 31. Oktober 2015 1 Woche (insgesamt 9) | 9                                         | Sido feat. Andreas Bourani                | Astronaut Musik: FNSHRS.; Text: Andreas Bourani, Simon Müller-Lerch, Paul Würdig                                | – |
| 1. November 2015 – 30. Januar 2016 13 Wochen | 13                                        | Adele                                     | Hello Greg Kurstin, Adele Adkins                                                                                | Mit der ersten Auskopplung aus ihrem dritten Studioalbum 25 erreicht die britische Sängerin ihren vierten Nummer-eins-Hit in der Schweizer Hitparade nach Rolling in the Deep, Someone like You und Skyfall. |

## Alben
| ← 2014 ← | Liste der Nummer-eins-Hits in der Schweiz | Liste der Nummer-eins-Hits in der Schweiz | Liste der Nummer-eins-Hits in der Schweiz       | 2016 → |
| \| Zeitraum \| Wo. ges. \| Interpret \| Titel \| Zusätzliche Informationen \| \| (Zeitraum, Wochen auf Platz eins, Interpret, Titel, zusätzliche Informationen) \| \| \| \| \| \| ------------------------------------------------------------------------------ \| -------- \| ----------------------- \| ----------------------------------------------- \| ---------------------------------------------------------------------------------------------------------------------------------------------------------------------------------------------------------------------------------------------------------------------------------------------------------------------------------------- \| \| 7. Dezember 2014 – 24. Januar 2015 7 Wochen \| 7 \| AC/DC \| Rock or Bust \| – \| \| 25. Januar 2015 – 31. Januar 2015 1 Woche \| 1 \| Marilyn Manson \| The Pale Emperor \| – \| \| 1. Februar 2015 – 7. Februar 2015 1 Woche \| 1 \| Kurdo \| Almaz \| – \| \| 8. Februar 2015 – 14. Februar 2015 1 Woche \| 1 \| Deichkind \| Niveau weshalb warum \| – \| \| 15. Februar 2015 – 21. Februar 2015 1 Woche \| 1 \| Müslüm \| Apochalüpt \| – \| \| 22. Februar 2015 – 28. Februar 2015 1 Woche \| 1 \| Bushido \| Carlo Cokxxx Nutten 3 \| – \| \| 1. März 2015 – 7. März 2015 1 Woche \| 1 \| (Soundtrack) \| Fifty Shades of Grey \| – \| \| 8. März 2015 – 14. März 2015 1 Woche \| 1 \| Lo & Leduc \| Zucker fürs Volk \| – \| \| 15. März 2015 – 21. März 2015 1 Woche \| 1 \| Madonna \| Rebel Heart \| – \| \| 22. März 2015 – 28. März 2015 1 Woche \| 1 \| Les Enfoirés \| Sur la route des Enfoirés \| Das französische Musikprojekt ist auch in der Schweiz erfolgreich, zum fünften Mal seit 2005 steht eines ihrer Alben auf Platz 1. \| \| 29. März 2015 – 4. April 2015 1 Woche \| 1 \| James Bay \| Chaos and the Calm \| – \| \| 5. April 2015 – 11. April 2015 1 Woche \| 1 \| Farid Bang \| Asphalt Massaka 3 \| – \| \| 12. April 2015 – 25. April 2015 2 Wochen \| 2 \| (Soundtrack) \| Furious 7 \| – \| \| 26. April 2015 – 2. Mai 2015 1 Woche \| 1 \| Seven \| BackFunkLoveSoul \| – \| \| 3. Mai 2015 – 9. Mai 2015 1 Woche \| 1 \| Sophie Hunger \| Supermoon \| – \| \| 10. Mai 2015 – 16. Mai 2015 1 Woche \| 1 \| Chlyklass \| Wieso immer mir? \| Das dritte Album der Berner Hip-Hop-Formation ist das erste, das die Spitzenposition der Schweizer Album-Charts erreicht. \| \| 17. Mai 2015 – 23. Mai 2015 1 Woche \| 1 \| Genetikk \| Achter Tag \| – \| \| 24. Mai 2015 – 30. Mai 2015 1 Woche \| 1 \| Andreas Gabalier \| Mountain Man \| – \| \| 31. Mai 2015 – 6. Juni 2015 1 Woche \| 1 \| Sarah Connor \| Muttersprache \| Knapp vierzehn Jahre nach dem Erscheinen ihres ersten Albums steht die deutsche Sängerin erstmals auch in der Schweiz an der Spitze der Album-Charts. \| \| 7. Juni 2015 – 13. Juni 2015 1 Woche \| 1 \| Florence + the Machine \| How Big, How Blue, How Beautiful \| – \| \| 14. Juni 2015 – 20. Juni 2015 1 Woche \| 1 \| Muse \| Drones \| Für die britische Rock-Band ist dies das vierte Nummer-eins-Album in der Schweiz. \| \| 21. Juni 2015 – 27. Juni 2015 1 Woche \| 1 \| KC Rebell \| Fata Morgana \| – \| \| 28. Juni 2015 – 4. Juli 2015 1 Woche \| 1 \| Kay One \| J.G.U.D.Z.S. – Jung genug um drauf zu scheissen \| – \| \| 5. Juli 2015 – 11. Juli 2015 1 Woche \| 1 \| Die Amigos \| Santiago Blue \| – \| \| 12. Juli 2015 – 18. Juli 2015 1 Woche \| 1 \| Cro \| MTV Unplugged: Cro \| – \| \| 19. Juli 2015 – 25. Juli 2015 1 Woche \| 1 \| K.I.Z \| Hurra die Welt geht unter \| Zum ersten Mal gelingt K.I.Z der Sprung auf Platz eins in der Schweiz. \| \| 26. Juli 2015 – 8. August 2015 2 Wochen \| 2 \| Calimeros \| Sommersehnsucht \| 20 Alben hat das Schweizer Schlagertrio in 30 Jahren in die Charts gebracht und dann erstmals die Spitze erreicht. Platz 2 für ein Vorjahresalbum und Platz 9 für das erste Chartalbum 1985 waren die bis dahin besten Platzierungen gewesen. \| \| 9. August 2015 – 15. August 2015 1 Woche \| 1 \| Joss Stone \| Water for Your Soul \| – \| \| 16. August 2015 – 22. August 2015 1 Woche \| 1 \| Paul Kalkbrenner \| 7 \| – \| \| 23. August 2015 – 29. August 2015 1 Woche \| 1 \| Bullet for My Valentine \| Venom \| – \| \| 30. August 2015 – 5. September 2015 1 Woche \| 1 \| Dr. Dre \| Compton \| – \| \| 6. September 2015 – 12. September 2015 1 Woche \| 1 \| Baschi \| Zwüsche dir und mir \| – \| \| 13. September 2015 – 19. September 2015 1 Woche \| 1 \| Iron Maiden \| The Book of Souls \| – \| \| 20. September 2015 – 26. September 2015 1 Woche \| 1 \| Sido \| VI \| Die Schweiz ist nicht nur das einzige Land, in dem Sido in diesem Jahr mit Album und Single auf Platz eins stand, mit drei Nummer-eins-Alben ist er hier auch erfolgreicher als in Deutschland. \| \| 27. September 2015 – 3. Oktober 2015 1 Woche \| 1 \| 77 Bombay Street \| Seven Mountains \| Zum zweiten Mal in Folge nach 2012 standen die Schweizer Folkrocker an der Spitze der Charts. \| \| 4. Oktober 2015 – 10. Oktober 2015 1 Woche \| 1 \| Robin Schulz \| Sugar \| Nach zwei Remix-Singles auf Platz eins und drei weiteren Singles in den Top Ten stieg das Album auf Platz eins ein und war damit erfolgreicher als in Deutschland oder Österreich. \| \| 11. Oktober 2015 – 17. Oktober 2015 1 Woche \| 1 \| Kunz \| Mundart Folk \| Im Jahr zuvor hatte Marco Kunz aus Luzern ein erfolgreiches Debüt mit der Nummer-drei-Single Lüüt so wie mer, das erste Album kam aber nicht über Platz 13 hinaus. Mit dem zweiten Album stieg er direkt auf Platz eins ein. \| \| 18. Oktober 2015 – 24. Oktober 2015 1 Woche \| 1 \| Hurts \| Surrender \| Im dritten Anlauf schafften die Briten ihre erste Nummer-eins-Platzierung, zweimal zuvor hatten sie Platz zwei erreicht. Damit blieben sie in der Schweiz erfolgreicher als in den deutschsprachigen Nachbarländern und auch in ihrer Heimat. \| \| 25. Oktober 2015 – 31. Oktober 2015 1 Woche \| 1 \| Bryan Adams \| Get Up \| Zum fünften Mal in 25 Jahren stand der kanadische Pop-Rock-Sänger in der Schweiz an der Spitze der Albumcharts. \| \| 1. November 2015 – 7. November 2015 1 Woche \| 1 \| Polo Hofer & Friends \| 100 % Schweizer Musik \| Aus Anlass seines 70. Geburtstags und des angekündigten Bühnenabschieds bekam der erfolgreiche Mundartrocker eine ihm gewidmete Fernsehshow. Stefanie Heinzmann, Sina, Jaël von Lunik, Knackeboul, Büne Huber von Patent Ochsner und Stephan Eicher sangen einige seiner größten Hits und brachten das Album zur Show auf Platz eins.[2] \| \| 8. November 2015 – 14. November 2015 1 Woche \| 1 \| Kendji Girac \| Ensemble \| Sein Debütalbum Kendji hatte im Jahr zuvor nur Platz 22 erreicht. Jetzt war er der erste Solokünstler aus Frankreich, der nach zwei Jahren wieder Platz eins in der Schweiz erreichte. \| \| 15. November 2015 – 21. November 2015 1 Woche \| 1 \| Bushido & Shindy \| Cla$$ic \| – \| \| 22. November 2015 – 28. November 2015 1 Woche \| 1 \| Justin Bieber \| Purpose \| – \| \| 29. November 2015 – 16. Januar 2016 7 Wochen \| 7 \| Adele \| 25 \| – \| |                                           |                                           |                                                 | |
| ← 2014 |                                           |                                           |                                                 | → 2016 → |
| Zeitraum | Wo. ges.                                  | Interpret                                 | Titel                                           | Zusätzliche Informationen |
| (Zeitraum, Wochen auf Platz eins, Interpret, Titel, zusätzliche Informationen) |                                           |                                           |                                                 | |
| 7. Dezember 2014 – 24. Januar 2015 7 Wochen | 7                                         | AC/DC                                     | Rock or Bust                                    | – |
| 25. Januar 2015 – 31. Januar 2015 1 Woche | 1                                         | Marilyn Manson                            | The Pale Emperor                                | – |
| 1. Februar 2015 – 7. Februar 2015 1 Woche | 1                                         | Kurdo                                     | Almaz                                           | – |
| 8. Februar 2015 – 14. Februar 2015 1 Woche | 1                                         | Deichkind                                 | Niveau weshalb warum                            | – |
| 15. Februar 2015 – 21. Februar 2015 1 Woche | 1                                         | Müslüm                                    | Apochalüpt                                      | – |
| 22. Februar 2015 – 28. Februar 2015 1 Woche | 1                                         | Bushido                                   | Carlo Cokxxx Nutten 3                           | – |
| 1. März 2015 – 7. März 2015 1 Woche | 1                                         | (Soundtrack)                              | Fifty Shades of Grey                            | – |
| 8. März 2015 – 14. März 2015 1 Woche | 1                                         | Lo & Leduc                                | Zucker fürs Volk                                | – |
| 15. März 2015 – 21. März 2015 1 Woche | 1                                         | Madonna                                   | Rebel Heart                                     | – |
| 22. März 2015 – 28. März 2015 1 Woche | 1                                         | Les Enfoirés                              | Sur la route des Enfoirés                       | Das französische Musikprojekt ist auch in der Schweiz erfolgreich, zum fünften Mal seit 2005 steht eines ihrer Alben auf Platz 1. |
| 29. März 2015 – 4. April 2015 1 Woche | 1                                         | James Bay                                 | Chaos and the Calm                              | – |
| 5. April 2015 – 11. April 2015 1 Woche | 1                                         | Farid Bang                                | Asphalt Massaka 3                               | – |
| 12. April 2015 – 25. April 2015 2 Wochen | 2                                         | (Soundtrack)                              | Furious 7                                       | – |
| 26. April 2015 – 2. Mai 2015 1 Woche | 1                                         | Seven                                     | BackFunkLoveSoul                                | – |
| 3. Mai 2015 – 9. Mai 2015 1 Woche | 1                                         | Sophie Hunger                             | Supermoon                                       | – |
| 10. Mai 2015 – 16. Mai 2015 1 Woche | 1                                         | Chlyklass                                 | Wieso immer mir?                                | Das dritte Album der Berner Hip-Hop-Formation ist das erste, das die Spitzenposition der Schweizer Album-Charts erreicht. |
| 17. Mai 2015 – 23. Mai 2015 1 Woche | 1                                         | Genetikk                                  | Achter Tag                                      | – |
| 24. Mai 2015 – 30. Mai 2015 1 Woche | 1                                         | Andreas Gabalier                          | Mountain Man                                    | – |
| 31. Mai 2015 – 6. Juni 2015 1 Woche | 1                                         | Sarah Connor                              | Muttersprache                                   | Knapp vierzehn Jahre nach dem Erscheinen ihres ersten Albums steht die deutsche Sängerin erstmals auch in der Schweiz an der Spitze der Album-Charts. |
| 7. Juni 2015 – 13. Juni 2015 1 Woche | 1                                         | Florence + the Machine                    | How Big, How Blue, How Beautiful                | – |
| 14. Juni 2015 – 20. Juni 2015 1 Woche | 1                                         | Muse                                      | Drones                                          | Für die britische Rock-Band ist dies das vierte Nummer-eins-Album in der Schweiz. |
| 21. Juni 2015 – 27. Juni 2015 1 Woche | 1                                         | KC Rebell                                 | Fata Morgana                                    | – |
| 28. Juni 2015 – 4. Juli 2015 1 Woche | 1                                         | Kay One                                   | J.G.U.D.Z.S. – Jung genug um drauf zu scheissen | – |
| 5. Juli 2015 – 11. Juli 2015 1 Woche | 1                                         | Die Amigos                                | Santiago Blue                                   | – |
| 12. Juli 2015 – 18. Juli 2015 1 Woche | 1                                         | Cro                                       | MTV Unplugged: Cro                              | – |
| 19. Juli 2015 – 25. Juli 2015 1 Woche | 1                                         | K.I.Z                                     | Hurra die Welt geht unter                       | Zum ersten Mal gelingt K.I.Z der Sprung auf Platz eins in der Schweiz. |
| 26. Juli 2015 – 8. August 2015 2 Wochen | 2                                         | Calimeros                                 | Sommersehnsucht                                 | 20 Alben hat das Schweizer Schlagertrio in 30 Jahren in die Charts gebracht und dann erstmals die Spitze erreicht. Platz 2 für ein Vorjahresalbum und Platz 9 für das erste Chartalbum 1985 waren die bis dahin besten Platzierungen gewesen.                                                                                         |
| 9. August 2015 – 15. August 2015 1 Woche | 1                                         | Joss Stone                                | Water for Your Soul                             | – |
| 16. August 2015 – 22. August 2015 1 Woche | 1                                         | Paul Kalkbrenner                          | 7                                               | – |
| 23. August 2015 – 29. August 2015 1 Woche | 1                                         | Bullet for My Valentine                   | Venom                                           | – |
| 30. August 2015 – 5. September 2015 1 Woche | 1                                         | Dr. Dre                                   | Compton                                         | – |
| 6. September 2015 – 12. September 2015 1 Woche | 1                                         | Baschi                                    | Zwüsche dir und mir                             | – |
| 13. September 2015 – 19. September 2015 1 Woche | 1                                         | Iron Maiden                               | The Book of Souls                               | – |
| 20. September 2015 – 26. September 2015 1 Woche | 1                                         | Sido                                      | VI                                              | Die Schweiz ist nicht nur das einzige Land, in dem Sido in diesem Jahr mit Album und Single auf Platz eins stand, mit drei Nummer-eins-Alben ist er hier auch erfolgreicher als in Deutschland. |
| 27. September 2015 – 3. Oktober 2015 1 Woche | 1                                         | 77 Bombay Street                          | Seven Mountains                                 | Zum zweiten Mal in Folge nach 2012 standen die Schweizer Folkrocker an der Spitze der Charts. |
| 4. Oktober 2015 – 10. Oktober 2015 1 Woche | 1                                         | Robin Schulz                              | Sugar                                           | Nach zwei Remix-Singles auf Platz eins und drei weiteren Singles in den Top Ten stieg das Album auf Platz eins ein und war damit erfolgreicher als in Deutschland oder Österreich. |
| 11. Oktober 2015 – 17. Oktober 2015 1 Woche | 1                                         | Kunz                                      | Mundart Folk                                    | Im Jahr zuvor hatte Marco Kunz aus Luzern ein erfolgreiches Debüt mit der Nummer-drei-Single Lüüt so wie mer, das erste Album kam aber nicht über Platz 13 hinaus. Mit dem zweiten Album stieg er direkt auf Platz eins ein. |
| 18. Oktober 2015 – 24. Oktober 2015 1 Woche | 1                                         | Hurts                                     | Surrender                                       | Im dritten Anlauf schafften die Briten ihre erste Nummer-eins-Platzierung, zweimal zuvor hatten sie Platz zwei erreicht. Damit blieben sie in der Schweiz erfolgreicher als in den deutschsprachigen Nachbarländern und auch in ihrer Heimat.                                                                                         |
| 25. Oktober 2015 – 31. Oktober 2015 1 Woche | 1                                         | Bryan Adams                               | Get Up                                          | Zum fünften Mal in 25 Jahren stand der kanadische Pop-Rock-Sänger in der Schweiz an der Spitze der Albumcharts. |
| 1. November 2015 – 7. November 2015 1 Woche | 1                                         | Polo Hofer & Friends                      | 100 % Schweizer Musik                           | Aus Anlass seines 70. Geburtstags und des angekündigten Bühnenabschieds bekam der erfolgreiche Mundartrocker eine ihm gewidmete Fernsehshow. Stefanie Heinzmann, Sina, Jaël von Lunik, Knackeboul, Büne Huber von Patent Ochsner und Stephan Eicher sangen einige seiner größten Hits und brachten das Album zur Show auf Platz eins. |
| 8. November 2015 – 14. November 2015 1 Woche | 1                                         | Kendji Girac                              | Ensemble                                        | Sein Debütalbum Kendji hatte im Jahr zuvor nur Platz 22 erreicht. Jetzt war er der erste Solokünstler aus Frankreich, der nach zwei Jahren wieder Platz eins in der Schweiz erreichte. |
| 15. November 2015 – 21. November 2015 1 Woche | 1                                         | Bushido & Shindy                          | Cla$$ic                                         | – |
| 22. November 2015 – 28. November 2015 1 Woche | 1                                         | Justin Bieber                             | Purpose                                         | – |
| 29. November 2015 – 16. Januar 2016 7 Wochen | 7                                         | Adele                                     | 25                                              | – |

## Jahreshitparaden
| ← 2014 ← | Liste der Nummer-eins-Hits in der Schweiz | Liste der Nummer-eins-Hits in der Schweiz                     | Liste der Nummer-eins-Hits in der Schweiz | 2016 →   |
| \| Singles \| Position# \| Alben \| \| --------------------------------------------------------------------------------------------------------------------- \| --------- \| ------------------------------------------------------------- \| \| Are You with Me Lost Frequencies Tommy Lee James, Shane McAnally, Terry McBride \| 1 \| 25 Adele \| \| Cheerleader (Felix Jaehn Remix) Omi Omar Samuel Pasley, Clifton Dillon, Mark Bradford, Ryan Dillon, Sly Dunbar \| 2 \| Rock or Bust AC/DC \| \| Lean On Major Lazer & DJ Snake feat. Mø Thomas Wesley Pentz, Karen Marie Ørsted, William Grigahcine, Philip Meckseper \| 3 \| Farbenspiel Helene Fischer \| \| El perdón Nicky Jam & Enrique Iglesias Nick Rivera Caminero \| 4 \| × Ed Sheeran \| \| See You Again Wiz Khalifa feat. Charlie Puth Justin Franks, Cameron Thomaz, Andrew Cedar, Charles Puth \| 5 \| Drones Muse \| \| Hello Adele Greg Kurstin, Adele Adkins \| 6 \| Zucker fürs Volk Lo & Leduc \| \| Take Me to Church Hozier Andrew Hozier-Byrne \| 7 \| Finitolavoro – The Rimini Flashdown Part III Patent Ochsner \| \| Love Me like You Do Ellie Goulding Max Martin, Savan Kotecha, Ali Payami, Tove Nilsson, Ilya Salmanzadeh \| 8 \| Weihnachten Helene Fischer & the Royal Philharmonic Orchestra \| \| Uptown Funk! Mark Ronson feat. Bruno Mars Mark Ronson, Jeff Bhasker, Bruno Mars, Philip Lawrence \| 9 \| Gipfelstürmer Unheilig \| \| Firestone Kygo feat. Conrad Conrad Sewell, Kyrre Gørvell-Dahll \| 10 \| Fifty Shades of Grey (Soundtrack) \| |                                           |                                                               |                                           |          |
| ← 2014 |                                           |                                                               |                                           | → 2016 → |
| Singles | Position#                                 | Alben                                                         |                                           |          |
| Are You with Me Lost Frequencies Tommy Lee James, Shane McAnally, Terry McBride | 1                                         | 25 Adele                                                      |                                           |          |
| Cheerleader (Felix Jaehn Remix) Omi Omar Samuel Pasley, Clifton Dillon, Mark Bradford, Ryan Dillon, Sly Dunbar | 2                                         | Rock or Bust AC/DC                                            |                                           |          |
| Lean On Major Lazer & DJ Snake feat. Mø Thomas Wesley Pentz, Karen Marie Ørsted, William Grigahcine, Philip Meckseper | 3                                         | Farbenspiel Helene Fischer                                    |                                           |          |
| El perdón Nicky Jam & Enrique Iglesias Nick Rivera Caminero | 4                                         | × Ed Sheeran                                                  |                                           |          |
| See You Again Wiz Khalifa feat. Charlie Puth Justin Franks, Cameron Thomaz, Andrew Cedar, Charles Puth | 5                                         | Drones Muse                                                   |                                           |          |
| Hello Adele Greg Kurstin, Adele Adkins | 6                                         | Zucker fürs Volk Lo & Leduc                                   |                                           |          |
| Take Me to Church Hozier Andrew Hozier-Byrne | 7                                         | Finitolavoro – The Rimini Flashdown Part III Patent Ochsner   |                                           |          |
| Love Me like You Do Ellie Goulding Max Martin, Savan Kotecha, Ali Payami, Tove Nilsson, Ilya Salmanzadeh | 8                                         | Weihnachten Helene Fischer & the Royal Philharmonic Orchestra |                                           |          |
| Uptown Funk! Mark Ronson feat. Bruno Mars Mark Ronson, Jeff Bhasker, Bruno Mars, Philip Lawrence | 9                                         | Gipfelstürmer Unheilig                                        |                                           |          |
| Firestone Kygo feat. Conrad Conrad Sewell, Kyrre Gørvell-Dahll | 10                                        | Fifty Shades of Grey (Soundtrack)                             |                                           |          |